# I Liceum Ogólnokształcące im. Marii Skłodowskiej-Curie w Szczecinie
I Liceum Ogólnokształcące im. Marii Skłodowskiej-Curie w Szczecinie – szkoła ponadpodstawowa, pierwsza po II wojnie światowej polska placówka oświatowa w województwie zachodniopomorskim, w roku 2012 zajmująca 9. miejsce w rankingu liceów w mieście, 16. miejsce w województwie i 307. w Polsce.

## Historia
Początek rozwoju polskiego szkolnictwa na „Ziemiach Odzyskanych” wiąże  się z nazwiskiem Janiny  Szczerskiej, nauczycielki pochodzącej z Kresów Wschodnich, która przed wojną (1929–1939) pełniła obowiązki dyrektora Państwowego Gimnazjum Żeńskiego w Siedlcach. Wracając pieszo z  obozu w Ravensbrück w maju 1945 r. trafiła do Szczecina i postanowiła zamieszkać w tym mieście. Powierzono jej utworzenie polskiej szkoły dla dzieci nielicznych wówczas polskich mieszkańców. W zrujnowanym Szczecinie zwróciła uwagę na stosunkowo mało zniszczony budynek przedwojennego gimnazjum męskiego (aleja Piastów 12). W niedzielę 2 września 1945 r. odbyła się w tym budynku, osobiście przez Szczerską udekorowanym polską flagą, inauguracja roku szkolnego. W uroczystości wzięli udział niemal wszyscy ówcześni polscy mieszkańcy miasta, zgromadzeni wzdłuż alei Piastów. Do szkoły podstawowej zapisano 36 uczniów (klasy I–VII, ulokowane na parterze, wkrótce przeniesiono do własnego budynku), a naukę w gimnazjum i liceum rozpoczęło 148 osób w różnym wieku i o różnych wojennych doświadczeniach. Liczba licealistów szybko rosła – w końcu września było ich ok. 300, w końcu roku szkolnego 1945/1946 – 723, a w następnym roku już około tysiąca. W 1946 r. utworzono dwie placówki  gimnazjalno-licealne – szkołę:
- żeńską – dzisiejsze I Liceum Ogólnokształcące przy Al. Piastów 12; dyr. Janina Szczerska,
- męską – dzisiejsze II Liceum Ogólnokształcące przy ul. Henryka Pobożnego 2 („Pobożniak”); dyr. Franciszek Białous,

Równocześnie powstawały inne szkoły, np. Liceum Pedagogiczne nr 1, przygotowujące kadry nauczycielskie dla nowych polskich szkół Pomorza Zachodniego; dyr. Bolesław Sadaj.
Janinie Szczerskiej udało się zaangażować nauczycieli o dobrym, przedwojennym wykształceniu, którzy byli w stanie pokonać trudności związane np. z brakiem podręczników, pomocy dydaktycznych, przyborów do pisania, zeszytów. Realizowano przedwojenne programy nauczania (zwykle z wykorzystaniem przedwojennych podręczników) w 4-klasowym gimnazjum i 2-letnim liceum o zróżnicowanym profilu – typu humanistycznego i przyrodniczego. Pomocy naukowych stopniowo przybywało, odremontowano budynek, szkoła zaczęła odnosić sukcesy – np. już w 1948 r. nauczyciel geografii, Jerzy Brinken (autor m.in. Słownika geografii turystycznej Polski), zorganizował wielką wystawę geograficzną.

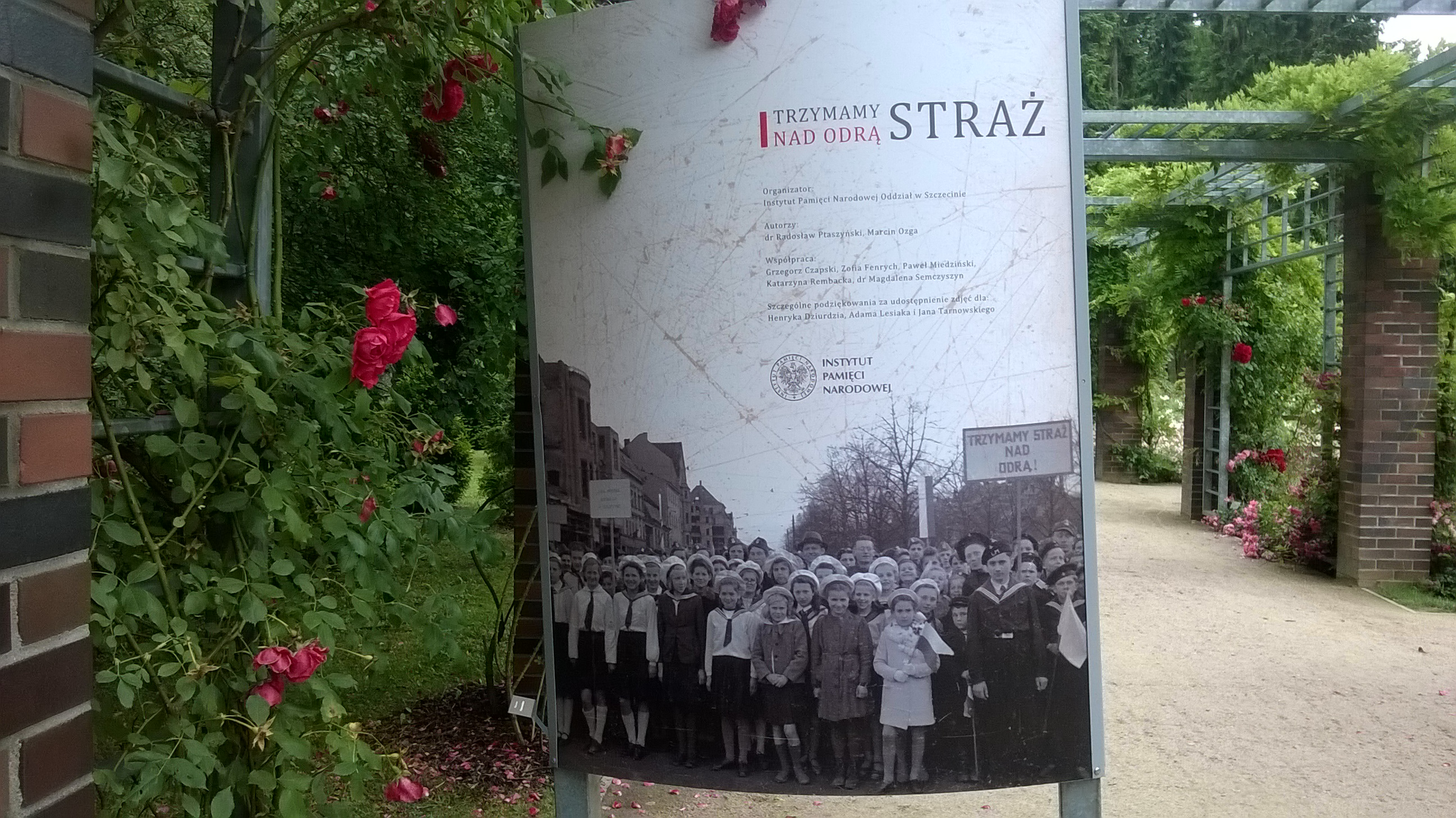
Uczniowie pierwszej powojennej szczecińskiej szkoły (członkowie Ligi Morskiej) w czasie zlotu „Trzymamy straż nad Odrą” (kwiecień 1946)

Pierwszymi nauczycielami byli – poza Janiną Szczerską i wymienionym wyżej Jerzym Brinkenem – m.in.: Józef Ciepiela, Wacław i Janina Grymowscy, Maria Gartnerowa, Józefa Danieyko, Stanisław Jaśkiewicz, Wiktoria Grodki, Bronisław Podhorski, Alfred Waldman, Halina Putowa, Janina Kulowa, Walentyna Pigłowska, Antoni Rogowski.
Pierwszymi dyrektorami liceum byli:
- 1945–1951 – Janina Szczerska (zwolniona w roku 1951 ze względów politycznych[6])
- 1951–1953 – Maria Wołczakowa
- 1953–1954 – Zygmunt Ziółkowski
- 1954–1955 – Zofia Altszylerowa
- 1955–1959 – Jan Rybarski
- 1959–1965 – ponownie Janina Szczerska

W pierwszych latach w szkole obowiązywała przedwojenna dyscyplina, w tym jednolity ubiór (szkolne mundurki); Janina Szczerska dowodziła, że zobowiązuje to uczennice do odpowiedniego zachowania, budzi odpowiedzialność za opinię o szkole. Lekcje rozpoczynano od modlitwy; w czasie szkolnych uroczystości odprawiano nabożeństwa kościelne. Szkoła zyskała miano „Klasztor”, a uczennice nazywano „Szczerytkami”. Od nauczycieli dyr. Szczerska rygorystycznie wymagała nie tylko kompetencji, ale również obowiązkowości, punktualności, dbałości o wygląd.
W dalszej historii szkoły są wymieniane m.in. daty:
- 1948 przekształcenie gimnazjum i liceum w 11-letnią I Szkołę Żeńską[1],
- 1958 – nadanie imienia Marii Skłodowskiej-Curie (8 listopada)[1],
- 1961 – przeniesienie do budynku przy al. Piastów 12 I. Liceum Ogólnokształcącego dla Pracujących im. Marii Konopnickiej (utworzonego w 1946 r. przy ul. Mickiewicza 16)[1],
- 1968 – przekształcenie I Szkoły Żeńskiej w 11-letnie koedukacyjne I Liceum Ogólnokształcące[1],
- 1977 – utworzenie Zespołu Szkół Ogólnokształcących nr 1, składającego się z I LO im. Marii Skłodowskiej-Curie i I LO im. Marii Konopnickiej[1],
- 1993 – utworzenie Stowarzyszenia „Jedynka” im. Janiny Szczerskiej[10],
- 1994 – utworzenie Wieczorowego Liceum Ogólnokształcącego dla Dorosłych „Jedynka”  im. Janiny Szczerskiej[10][11].

Do LO dla Dorosłych „Jedynka” kandydaci są przyjmowani do klas I, II i III; absolwenci otrzymują świadectwo ukończenia liceum ogólnokształcącego, a po zdaniu odpowiednich egzaminów świadectwo maturalne. Motto szkoły brzmi:

Może się zdarzyć, że urodziłeś się bez skrzydeł,
ale najważniejsze, żebyś nie przeszkadzał im wyrosnąć.

## Budynek liceum

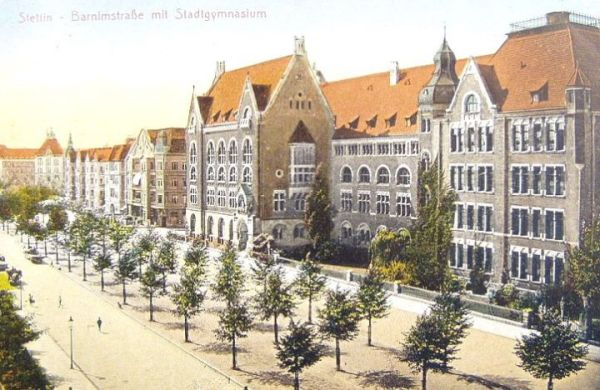
Budynek Stadtgymnasium (1916)

Budynek I LO należy do najciekawszych architektonicznych obiektów Szczecina.
Budynek zaprojektował Wilhelm Meyer-Schwartau; został wybudowany przez szczecińskie firmy budowlane w latach 1900–1903 z użyciem ciosów z piaskowca śląskiego i sztucznego (zastosowanego w partii poddasza), przygotowanych przez dwie firmy w Berlinie. Elewację zwartej bryły budynku, pokryte gruboziarnistym szarym tynkiem, urozmaicono ryzalitami na narożach. Od strony ul. Chodkiewicza znajduje się trójboczna apsyda. Głównemu portalowi nadano styl późnoromański – archiwolty, ozdobione plecionką z motywami akantu, oparto na romańskich kolumnach, nad portalem umieszczono balkon przypominający romańską loggię, oknom nadano stylowy kształt (biforium i triforium).
Najbardziej reprezentacyjną salą wewnątrz budynku jest znajdująca się na drugim piętrze aula o powierzchni 380 m² z emporą muzyczną dla 100 śpiewaków. Okna były pierwotnie przeszklone szkłem witrażowym o ciemnozielonej barwie, komponującej się z barwą ścian (czerwień, szary błękit i złoto); w apsydzie była umieszczona kopia obrazu Zmierzch bogów Maxa Gärtnera, berlińskiego malarza i architekta (nie zachowana). Poniżej, na pierwszym piętrze, zaprojektowano bibliotekę, a obok – gabinet dyrektora i gabinety nauczycielskie oraz salę konferencyjną. Poniżej biblioteki znajduje się sala gimnastyczna, obejmująca dwie kondygnacje (piwnica i I piętro). Przewidziano możliwość obserwacji imprez, odbywających się w tej sali, z korytarza I piętra przez okna i otwory arkadowe.
Współcześnie elewacja szkoły została z pietyzmem odnowiona (2000–2003). Wzbogacono i unowocześniono wyposażenie wnętrza, m.in. zorganizowano dwie pracownie komputerowe, skomputeryzowano bibliotekę i czytelnię, wybudowano basen  do nauki pływania, siłownię, zorganizowano dwie pracownie komputerowe i unowocześniono wyposażenie gabinetów przedmiotowych.

## Znani absolwenci szkoły
- Helena Majdaniec[15] – polska wokalistka bigbitowa, nazywana „królową twista”
- Norbert Obrycki[15] – polityk i samorządowiec, w latach 2006–2008 marszałek województwa zachodniopomorskiego, senator VIII kadencji, poseł na Sejm VIII kadencji
- Dariusz Wieczorek[16] – polityk, samorządowiec, wiceprezydent Szczecina (1998–2001), poseł na Sejm IX kadencji
- Inga Iwasiów[16] – literaturoznawczyni, krytyczka literacka, poetka i prozaiczka, wykładowczyni Uniwersytetu Szczecińskiego
- Wojciech Drożdż[16] – dr habilitowany nauk ekonomicznych, samorządowiec, pełnił funkcję wicemarszałka województwa zachodniopomorskiego
- Andrzej Ciechanowicz[16] – polski lekarz, profesor nauk medycznych, rektor Pomorskiego Uniwersytetu Medycznego w Szczecinie w kadencji 2012–2016
- Krzysztof Warlikowski[16] – polski reżyser teatralny, odznaczony srebrnym medalem „Zasłużony Kulturze Gloria Artis” oraz orderem Sztuki i Literatury (Francja) w stopniu komandora
- Wojciech Wysocki[16] – polski aktor teatralny, filmowy i telewizyjny
- Maria Ilnicka-Mądry[16] – polska lekarka, od 2018 przewodnicząca sejmiku zachodniopomorskiego VI kadencji
- Bartłomiej Kasprzykowski – polski aktor filmowy, telewizyjny i teatralny

## Profil szkoły
Liceum prowadzi klasy:
- lingwistyczno-turystyczną – m.in. rozszerzony program języka angielskiego, języka niemieckiego, geografii oraz wiedzy o społeczeństwie;
- biologiczno-medyczną –  m.in. rozszerzone programy biologii, języka polskiego i języka angielskiego (przygotowanie do studiów na kierunkach: medycyna, biologia, chemia, wychowanie fizyczne, weterynaria);
- matematyczno-fizyczno-informatyczną – rozszerzony program matematyki, fizyki i informatyki;
- lingwistyczno-teatralną (z językiem włoskim) – rozszerzone treści kształcenia z: języka angielskiego, języka polskiego, historii, zajęcia teatralne;
- dziennikarsko prawniczą –  m.in. rozszerzony program języka polskiego, historii i wiedzy o społeczeństwie, współpraca ze szczecińskim sądami dla uczniów pełnoletnich;
- psychologiczno-językową - rozszerzone zajęcia z biologii, języka polskiego i języka angielskiego.

Szkole przyznano tytuł „Szkoły z klasą” i Zachodniopomorski Znak Jakości. Jest objęta patronatem Wyższej Szkoły Integracji Europejskiej w Szczecinie i Oxford University Press. Utrzymuje kontakt ze szczecińskimi uczelniami wyższymi (m.in. ZUT, PUM) i z młodzieżą z Niemiec (m.in. Integrierte Gesamtschule Eckernförde lub Gymnasium Carolinum z Neustrelitz), Danii i Finlandii, uczestniczy w realizacji programów międzynarodowych, tj. Program „Comenius” 2010–2012 – Kraje nadbałtyckie w ujęciu zmian pan-europejskich: krajobraz, edukacja i zatrudnienie.